# Hinduri jezik
Hinduri jezik (ISO 639-3: hii; handuri; hindurski) indoarijski jezik zapadnopaharske podskupine, kojim govori 29 700 ljudi (2001 popis) u indijskoj državi Himachal Pradesh (distrikt Solano) u Ramshahru, Nalagarhu i susjednim selima.
Srodan mu je bilaspuri [kfs]. U upotrebi je i hindski [hin]

## Vanjske poveznice
- Ethnologue (14th)
- Ethnologue (15th)